# Aleksandras Denisenka
Aleksandras Denisenka war ein litauischer Fußballspieler.

## Karriere
Aleksandras Denisenka spielte in seiner Vereinskarriere, von der nur die Jahre 1933 bis 1935 bekannt sind, für Kovas Kaunas. Mit dem Verein wurde er in den Spielzeiten 1933 und 1935 Litauischer Meister.
Im September 1933 debütierte Denisenka in der Litauischen Fußballnationalmannschaft während des Baltic Cups 1933, im Eröffnungsspiel in Kaunas gegen Estland das 1:1 ausging. Im Turnier kam der Mittelfeldspieler zu einem weiteren Einsatz bei einem 2:2 gegen Lettland. Im gleichen Monat seines Debüts für die Nationalelf, absolvierte Denisenka auch sein letztes Länderspiel gegen Estland bei einer 0:5-Niederlage.